# FreeMat
FreeMat es un lenguaje de programación de código abierto libre acerca de computación numérica, ingeniería. Además crea prototipos científicos y procesamiento de datos. Es similar a MATLAB de Mathworks, IDL, GNU Octave y a los sistemas de investigación. FreeMat está disponible bajo la licencia GPL. Además de duplicar a muchas funciones de MATLAB y algunas funciones IDL. FreeMat cuenta con una interfaz externa de código en los lenguajes de programación en C, C++ y Fortran, incluso distribuye el desarrollo de algoritmos en paralelo con la Interfaz de Paso de Mensajes llamada MPI, y  en adición se obtienen gráficos en 2D y de visualización de gráficos en 3D. FreeMat tiene el apoyo comunitario del grupo de desarrollo de Google. La página oficial de FreeMat es: code.google.com/p/freemat/